# Współczynnik wyrównania temperatur
Współczynnik wyrównania temperatur (dyfuzyjność termiczna) – współczynnik charakteryzujący materiał, przez który przepływa ciepło.
{\displaystyle a={\frac {\lambda }{c_{p}\rho }},}
gdzie:
- {\displaystyle a} – współczynnik wyrównania temperatur (dyfuzyjność termiczna) [m² s−1],
- {\displaystyle \lambda } – współczynnik przewodnictwa cieplnego materiału [W m−1 K−1],
- {\displaystyle c_{p}} – ciepło właściwe [J kg−1 K−1],
- {\displaystyle \rho } – gęstość materiału [kg m−3],
- {\displaystyle c_{p}\rho } – objętościowa pojemność cieplna materiału [J m−3 K−1].

Współczynnik ten – występujący m.in. w równaniu Fouriera, opisującym przepływ ciepła przez materiał – uwzględnia właściwości rozpatrywanego materiału.
Równanie różniczkowe Fouriera:
{\displaystyle {\frac {\partial T}{\partial t}}=a\nabla ^{2}T,}
gdzie:
- {\displaystyle a} – współczynnik wyrównania temperatur (dyfuzyjność termiczna) [m² s−1],
- {\displaystyle T} – temperatura [K],
- {\displaystyle t} – czas [s].

Przykładowe wartości współczynnika {\displaystyle a{:}}
- aluminium: {\displaystyle a} = 0,392 m²/h
- beton: {\displaystyle a} = 0,0034 m²/h
- żelazo: {\displaystyle a} = 0,051 m²/h
- mur: {\displaystyle a} = 0,0015 m²/h

Współczynnik {\displaystyle a} wskazuje szybkość z jaką przebiegają zmiany temperatury z jednej płaszczyzny do drugiej, czyli podatność materiału do wyrównania temperatury podczas nagrzewania lub ochładzania w określonych miejscach.
Odwrotność współczynnika wyrównania temperatur 1/a jest miarą bezwładności cieplnej materiału.